# 벌 (곤충)

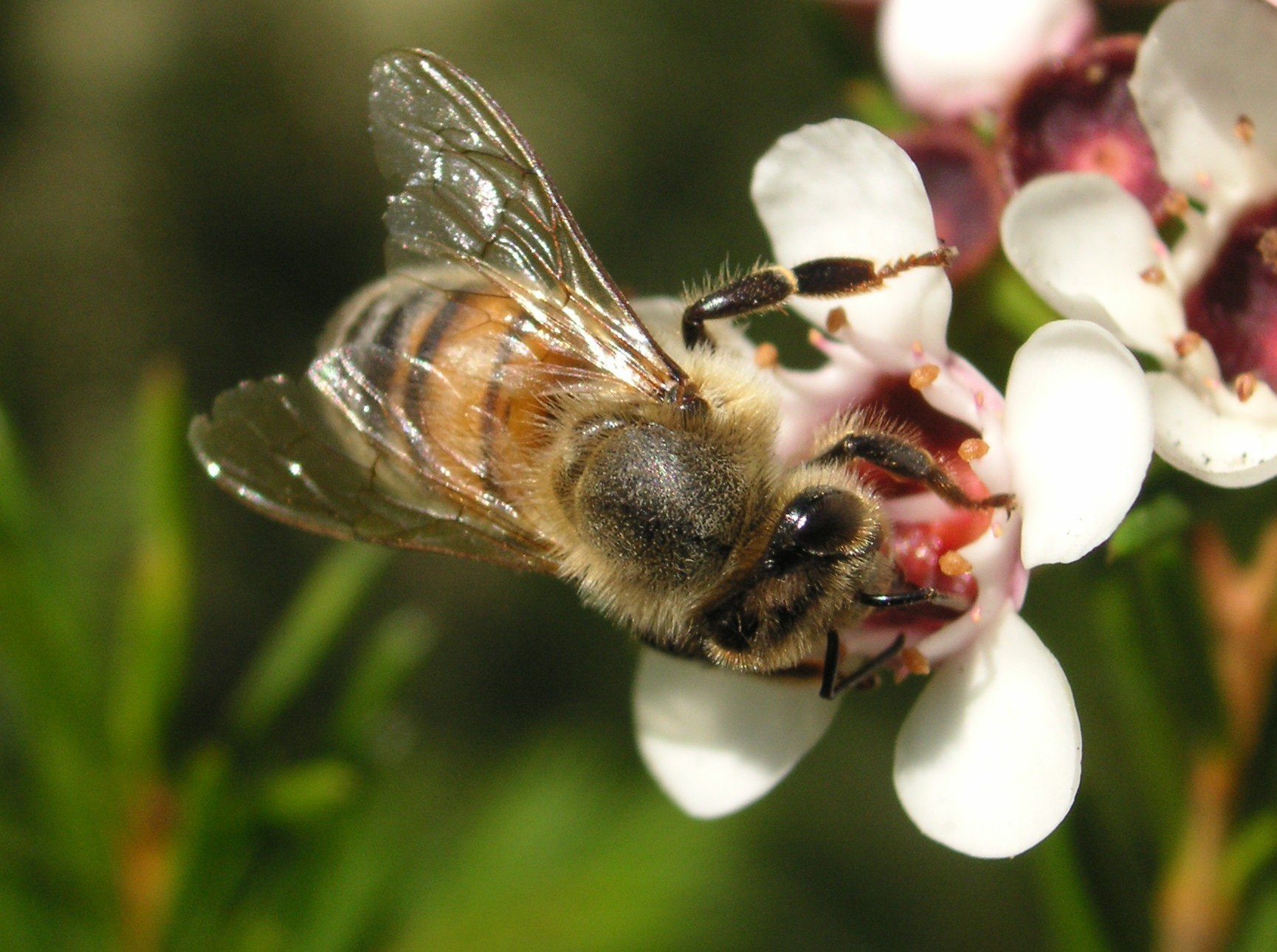
꿀벌

벌은 벌목에 속하는 동물 중 개미류를 제외한 종류를 말한다.
여왕벌을 중심으로 사회생활을 하는 종이 많으나 모든 종류가 사회를 이루어 생활하는 것은 아니다. 대체로 사회생활을 하는 벌들 중 대부분을 차지하는 일벌들은 생식능력이 없는 암컷이다. 생식기관은 독성을 가진 벌침으로 변화되어 주로 호신용, 방어용, 사냥용으로 쓰인다. 꿀벌의 일벌은 침 모양이 갈고리와 같은 구조로 되어 있어, 침을 쏜 후에 복부 일부가 떼어져 자기도 죽게 된다. 사회성 벌 종류의 수컷들은 번식기에 등장하며, 일을 하지는 않는다. 인간이 꿀이나 밀랍, 로열 젤리 등을 얻기 위하여 꿀벌을 양봉하기도 한다.
벌은 크게 꿀벌류 (Bee), 말벌류 (Wasp), 그리고 잎벌류 (Sawfly) 의 3가지 분류로 나눌 수 있다. 꿀벌류 (꿀벌, 호박벌, 가위벌, 꽃벌 등)는 꽃꿀을 먹으며 개화식물의 꽃가루받이에 중요한 역할을 하며, 말벌류 (쌍살벌, 땅벌, 말벌 등)는 해충을 먹이로 하여 해충 구제의 역할을 하기도 한다. 잎벌류 (잎벌 등)는 유충 때부터 잎을 갉아먹으면서 자란다.

## 같이 보기
- 꿀벌류
  - 꿀벌
  - 호박벌
- 말벌류
  - 말벌
  - 땅벌
  - 쌍살벌
- 잎벌류